# Italská Wikipedie
Italská Wikipedie je jazyková verze Wikipedie v italštině. Byla založena v lednu 2002. V červnu 2024 obsahovala přes 1 868 000 článků a pracovalo pro ni 121 správců. Registrováno bylo přes 2 525 000 uživatelů, z nichž bylo přes 8 000 aktivních. V počtu článků byla devátá největší Wikipedie.
V srpnu 2005 předstihla italská Wikipedie v počtu článků španělskou a portugalskou a stala se tak osmou největší Wikipedií. Hlavním důvodem tohoto skoku z 56 000 na 64 000 článků byla činnost internetového bota, který vytvořil přes 8000 článků o španělských obcích při operaci nazvané „Comuni spagnoli“.
8. září 2005 překonala nizozemskou Wikipedii a o den později, 9. září, dosáhla 100 000 článků. O další dva dny později, 11. září předstihla v počtu článků švédskou Wikipedii. Činnost botů opět značně přispěla k dramatickému růstu. Bot například vytvořil přes 35 000 článků o obcích ve Francii. 21. září 2005 byla překonána polskou verzí.
V roce 2012 provedli 94,8 % editací italské Wikipedie uživatelé z Itálie a 1,1 % ze Švýcarska.
V roce 2019 bylo zobrazeno okolo 6,5 miliardy dotazů. Denní průměr byl 17 702 278 a měsíční 538 444 301 dotazů. Nejvíce dotazů bylo zobrazeno v lednu (622 364 390), nejméně v prosinci (505 164 732). Nejvíce dotazů za den přišlo v neděli 1. září (22 953 447), nejméně v pátek 20. prosince (13 578 088).
Nejvíce článků, respektive dotazů, z italské Wikipedie je zobrazeno v Itálii (91,7 %), USA (0,9 %), Švýcarsku (0,9 %), Francii (0,9 %) a Německu (0,9 %). Na území Itálie uživatelé používají italskou verzi v 86,2 % případů a dalšími nejrozšířenějšími jazykovými verzemi jsou zde anglická (10,2 %) a německá (1 %). Uživatelé v Itálii si během měsíce zobrazí asi 532 milionů dotazů, což představuje 3,6 % celkového zobrazení v rámci celé Wikipedie. Italská Wikipedie je nejpoužívanější verzí také v San Marinu , kde do ní směřuje 98 % dotazů. Používána je i v Monaku (9,7 %), v Albánii (5,2 %), Švýcarsku (4,9 %), na Maltě (4,8 %) a v Lucembursku (2,3 %).
V samotné Itálii je i několik verzí Wikipedie v regionálních jazycích či dialektech, z nichž největší je piemontská a benátská, dále pak lombardská, sicilská, neapolská, emilijská, tarantinská, sardinská, ligurská nebo furlanská.
Ve dnech 4.–6. října 2011 byl provoz italské Wikipedie pozastaven na protest proti navrhovanému zákonu, který by ukládal povinnost do 48 hodin zveřejnit v plném znění reakci na obsah, považovaný někým za závadný.